# Zaliznyczne (obwód charkowski)
Zaliznyczne (ukr. Залізничне) – osiedle na Ukrainie, w obwodzie charkowskim, w rejonie czuhujewskim. W 2001 liczyło 354 mieszkańców, spośród których 68 posługiwało się językiem ukraińskim, a 286 rosyjskim.